# Джеррі був людиною
Джеррі був людиною (англ. Jerry Was a Man) — науково-фантастичне оповідання Роберта Гайнлайна. Опубліковане журналом Thrilling Wonder Stories в жовтні 1947 під назвою «Jerry Is a Man».
Пізніше включене в збірку: «Завдання у вічності» (1953).
Сюжет описує юридичну боротьбу за отримання людських прав для генетично модифікованих шимпанзе.

## Сюжет
Коли багата місіс ван Фогель була привезена своїм чванливим чоловіком на фабрику генно-модифікованих тварин корпорації «Робітники», для замовлення ним літаючого коня, щоб красиво з'являтись в клубі, вона побачила вольєр із літніми генно-модифікованими шимпанзе. Розговорившись з одним із них, вона дізналась, що вони сумують без роботи, оскільки для них це означає відсутність цукерок і сигарет. Спитавши чому вони не отримали ніякого заняття, від управляючого вона дізналась, що ця партія в досить молодому віці отримала вади зору та вже не може ефективно працювати, а отже буде ліквідована.
Обурившись цим, і намагаючись покласти край такій несправедливості, вона домоглась дозволу забрати свого нового знайомого шимпанзе Джеррі тимчасово до себе додому.
Викликавши, свого юриста, вона дізналась, що закони для захисту таких особин відсутні. А також те, що неформальна гільдія депутатів, встановила непомірно високу плату за офіційне лобіювання. Тому їй порадили неофіційно скористатись послугами шістера, хоча користування такими послугами, в разі розголошення, призвело б до сильного упередження до неї з боку суддів.
Шістер Маккой побачивши, що Джеррі може співати «Jingle Bells» та вміє обманювати, щоб отримати сигарети чи пульт, заявив, що в того є всі задатки громадянина і взявся до роботи.
Він порадив підняти інформаційний шум навколо вбивства шимпанзе, та подати в суд від імені Джеррі на компанію, що володіла ним. На суді опоненти намагались довести, що Джері є не більше ніж рухомим майном корпорації «Робітники». Але адвокат домігся приведення Джері до присяги для свідчень, а оскільки той не розумів слів присяги, йому довелось демонструвати, що Джері:
1. відрізняє правду від обману;
2. не обманює.

Адвокат Джеррі спочатку викликав свідком марсіанина, наукового працівника корпорації «Робітники», і довідався в нього, на яких умовах той вважається за «людину» на Землі. А також з'ясував, чи вважає той вирішальним для цього питання зовнішній вигляд та расу.
І коли всі докази були на користь Джеррі. Адвокат вирішив закріпити успіх, попросивши заспівати того свою улюблену пісню «Old Folks at Home (Swanee River)» — відому пісню чорношкірих рабів.